# Gabriel Desmoulins
Gabriel Desmoulins (* 1842 in Limoges; † 1902) war ein französischer Komponist, Organist und Musikpädagoge.
Desmoulins wirkte als Organist und Komponist in Brive (Département Corrèze). Er komponierte überwiegend kirchenmusikalische Werke, darunter Chorwerke (Lux Aeterna), Oratorien und lyrische Dramen wie Sainte Philomène vierge et martyre. Posthum erschienen einige kammermusikalische Werke, darunter eine Sonate für Violine und Klavier und 24 Präludien für Klavier.

## Quelle
- Guide musical; revue internationale de la musique et de theâtres lyriques, 3 (1907), Nr. 9, S. 181 (Digitalisat).